# Німецька окупація Нормандських островів (1940—1945)
Німецька окупація Нормандських островів (англ. German occupation of the Channel Islands) — період правління тимчасової військової адміністрації Третього Рейху на території окупованих Нормандських островів за часів Другої світової війни. Тривала з моменту завершення Французької кампанії в червні 1940 року і до повного звільнення островів у травні 1945 року. Нормандські острови були єдиною територією Британських островів, що була окупована Німеччиною під час Другої світової війни.
Вважаючи недоцільним оборону невеликих островів у Ла-Манші, британський уряд ухвалив рішення евакуювати гарнізон, а також мирне населення, яке виявило бажання залишити Бейлівік Гернсі та Бейлівік Джерсі. Приблизно третина громадян бейлівіків покинула острови, решта залишилась.

## Історія

### Напередодні окупації
З оголошенням Об'єднаним Королівством війни нацистській Німеччині й до 9 травня 1940 року, зміни практично не торкнулися життя на островах Коронних володінь. Попри оголошену урядом загальну мобілізацію, в силу специфічного статусу Коронних володінь призов на військову службу їх не стосувався; лише добровольці виїхали до метрополії для боротьби з нацизмом.

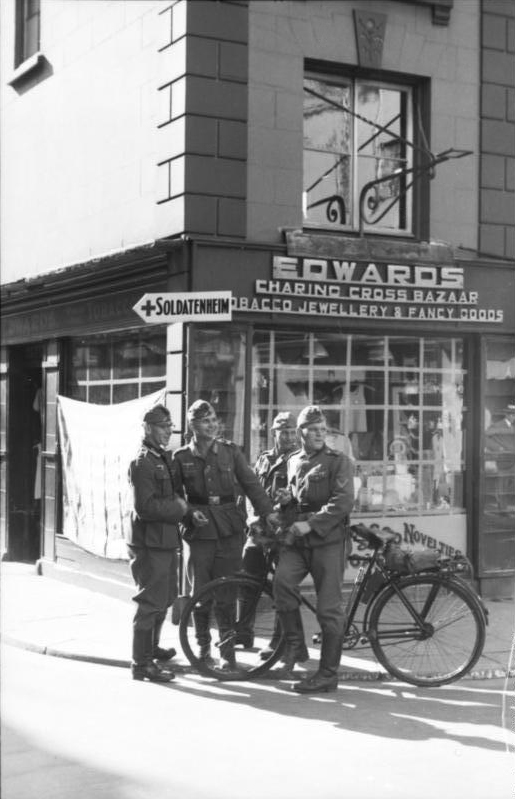
Німецькі солдати на Нормандських островах. 1941

10 травня 1940 року німецький вермахт вторгся до Нідерландів, Люксембургу і Бельгії, розпочалась Західна кампанія гітлерівських військ, яка за місяць закінчилась розгромом союзних військ та капітуляцією Франції, Бельгії, Люксембурга та Нідерландів. Водночас, військові дії лишалися поза межами островів, тільки 11 червня авіаційне угруповання Королівських повітряних сил із 36 середніх бомбардувальників «Вітлі» піднялося з аеродромів Гернсі та Джерсі для бомбардування цілей в італійських Турині та Генуї.
15 червня 1940 року, після нищівної поразки Франції в битві, британський уряд ухвалив рішення, що Нормандські острови не мають стратегічного значення для їхньої подальшої оборони, і попри вагання прем'єр-міністра В. Черчилля віддав наказ без жодного пострілу здати Коронні володіння ворогу. Острови були демілітаризовані та оголошені «відкритим містом». У наступні дні максимально можлива кількість водного транспорту вирушила до Нормандських островів для евакуації британського гарнізону і місцевого населення, що виявило бажання покинути острови. 20 червня останній британський корабель із солдатами відплив від островів.
Перш ніж німецькі окупанти висадилися на острови, звідти евакуювалося близько 25 000 осіб мирного населення: майже 17 000 з Гернсі, 6 000 — з Джерсі, 2 000 — з Олдерні.
До початку вторгнення на островах лишилось декілька тисяч осіб: 41 101 — на Джерсі, 24 429 — на Гернсі, 470 — на Сарку й тільки 18 на Олдерні.

### Вторгнення
Не знаючи про відхід британської армії з островів, німці проводили повітряну розвідку та епізодично бомбардували Гернсі й Джерсі, що призводило до втрат серед місцевого населення. Одночасно, за планом операції «Грюнпфайль» (нім. Unternehmen Grünpfeil), ішла підготовка двох десантних батальйонів до вторгнення.
30 червня 1940 року німецький пілот гауптман Лібе-Пітеріц 3-го повітряного флоту з розвідувальною місією приземлився на одному з покинутих летовищ Гернсі, намагаючись установити ступінь готовності системи оборони британців. Оцінивши ситуацію, він доповів, що на Нормандських островах військ противника немає, і вже ввечері десантний взвод на транспортних літаках приземлився на островах. Першим комендантом на окупованих землях Британії став майор Альбрехт Ланц, який на зустрічі зі владою Гернсі оголосив про окупацію острова вермахтом. Наступного дня, 1 липня, був окупований Джерсі, а Олдерні, де лишилося зовсім мало місцевих мешканців, здався 2 липня. Останнім островом, куди заявилась окупаційна влада, став Сарк; це сталось 4 липня 1940 року. 14 липня до порту Сент-Пітер-Порт прибули перші німецькі судна з військами, які доставили два підрозділи ППО.

### Окупація
З прибуттям військового компоненту на Нормандські острови німці швидко розпочали організацію системи оборони захоплених територій. Зі Франції на острови постійно завозились піхотні підрозділи, засоби зв'язку, ППО, налаштовувалася система повітряних комунікацій із континентом.
Військова адміністрація, що була утворена на Нормандських островах, підкорялась управлінню в департаменті Манш, ставши його складовим елементом. На Джерсі організована 515-та польова комендатура (Feldkommandantur 515), з філіями на Гернсі з Сарком та Олдерні.
На островах запроваджувалися німецькі закони, вносилися зміни в регулярне життя острів'ян. Так, за наказом німецької військової адміністрації середній час за Гринвічем змінювався на центральноєвропейський час; скасовувався лівосторонній рух транспорту. В цілому значних змін не відбувалось, мешканцям дозволялося продовжувати культурну та громадську діяльність, але після погодження з владою окупантів.
Але в цілому життя острів'ян перебувало у стані шоку. Місцева британська влада намагалась запобігти конфліктним ситуаціям між окупантами та мешканцями островів. Однак, по ходу перебігу війни ситуація загострювалась. Багато жителів втратили можливості працювати, малі підприємства закривались через відсутність економічних зв'язків з Британськими островами; все складніше було знайти роботу не-німецькому населенню у різного роду структурах та організаціях. Німці конфіскували радіоприймачі у всього населення островів, а з вересня 1942 року розпочались депортації. Рівень життя неухильно падав, до 1944 року продовольства, палива та медикаментів ставало все менше і менше.
6 червня 1944 року союзники розпочали вторгнення до Західної Європи, причому висадка відбулась поруч з Нормандськими островами, що не могло не вплинути на настрої місцевих мешканців. Але, визволення островів союзним командуванням не передбачалось планами деокупації. Зима 1944—1945 року була дуже суворою і голодною, багато жителів виживали лише за рахунок посилок з продуктами, що поставлялись на острови Червоним хрестом.

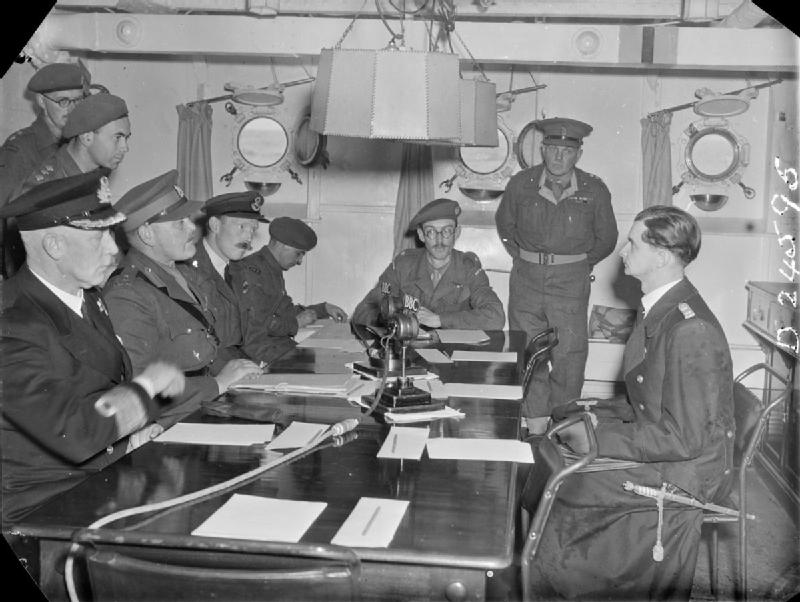
Зустріч німецького та британського командувань на борту есмінця «Бульдог» перед підписанням документу про капітуляцію гарнізону вермахту на островах. Травень 1945

### Фортифікація островів

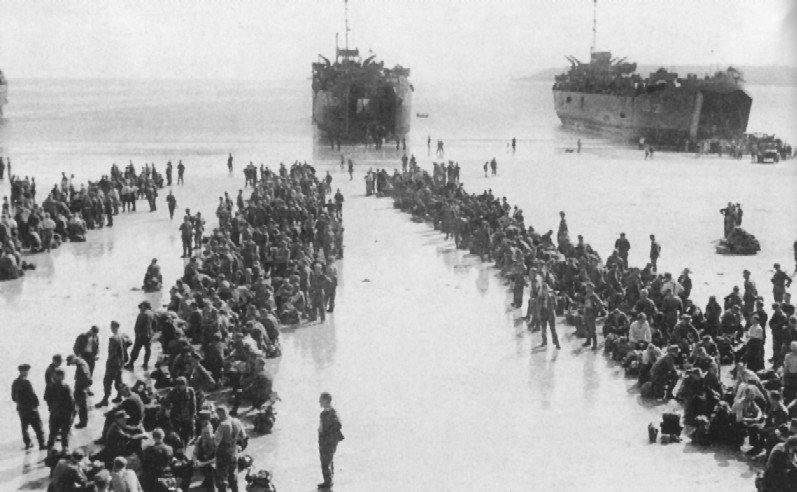
Завантаження німецьких військовополонених з числа гарнізону Нормандських островів на борт кораблів типу LST LST-527, LST-521 і LST-542. Травень 1945

Літом 1940 року, коли німецькі війська окупували Нормандські острови, повним ходом йшли приготування до вторгнення на Британські острови, тому командування вермахту вважало марним витрачати ресурси на будівництво оборонних споруд на окупованій території Королівства. Вони обмежились тільки влаштуванням польових фортифікаційних споруд, опорних та спостережних пунктів по всіх островах.
Однак, у 1941 році перспективи вторгнення до Англії ставали все більше примарними й на фоні війни, що мала розпочатись на Сході, було прийнято рішення про початок будівництва потужної системи фортифікаційних споруд для відбиття висадки британських морських та повітряних десантів. Масштаби робіт були вражаючими. На острови масово завозились тисячі працівників, у тому числі військовополонені різних країн, десятки тисяч тонн цементу і сталевих конструкцій для облаштування дотів, оборонних веж та інших споруд. На островах зосередили велику кількість важких артилерійських систем, танків, майже 12 000 німецьких вояків — один солдат приходився на кожних двох місцевих мешканців; в окупованій Франції таке співвідношення становило 1:80.

### Визволення
Нормандські острови були визволені після проголошення 8 травня 1945 року акту про безумовну капітуляцію Німеччини. Хоча плани визволення існували ще з 1943 року, британське командування вважало занадто високим ризик проведення морської десантної операції на острови, які рясніли військами противника та мали надпотужну систему берегових фортифікаційних споруд.
9 травня 1945 року британський ескадрений міноносець «Бульдог» прибув до порту Сент-Пітер-Порт, де представники британського командування прийняли від начальника німецького гарнізону капітуляцію військ вермахту на острові Гернсі. Другий есмінець «Бігль» виконав аналогічну роль на острові Джерсі. 10 травня британці визволили окупований острів Сарк, останнім німецьким гарнізоном, що здався 16 травня 1945 року був підрозділ на острові Олдерні.
Загалом перед британськими представниками склали зброю 26 909 німецьких солдатів і офіцерів: 11 671 — на Джерсі, 11 755 — на Гернсі, 3 202 — на Олдерні і 281 — на Сарку.